# Benito de Posada Herrera
Benito de Posada Herrera (Llanes, 1805- - Llanes, 29 d'abril de 1890) va ser un polític i advocat asturià.
Nascut a Llanes en el si d'una noble família formada per Blas Alejandro de Posada Castillo i Josefa d'Herrera Sánchez de Tagle. Es trasllada a Oviedo per estudiar a la seva universitat Filosofia i Lleis. Amplia els seus estudis de lleis tant civils com canòniques a la Universitat de Valladolid.
Pateix persecució per les seves idees liberals durant la Restauració absolutista a Espanya iniciada per Ferran VII i és arrestat a La Corunya en companyia del seu pare. És detingut i traslladat a Oviedo i ingressa a la presó.
El 1828 va ser nomenat advocat dels Reials Consells de Castella i cinc anys més tard ingressà en la magistratura. Exerceix d'advocat a Madrid i torna al seu poble natal per dedicar-se a la política. És nomenat diputat provincial i diputat a Corts el 1843. Finalment és escollit senador amb caràcter vitalici per Real Ordre de 22 de maig de 1877.
El 1871 és nomenat president del Tribunal Suprem.
En la seva vida personal va estar casat dues vegades. El seu primer matrimoni va ser amb María de la Concepción Duque de Estrada y Mon filla de Manuel Duque de Estrada i Duque de Estrada. D'aquest matrimoni neix Blas Manuel de Posada Duque de Estrada, que va morir solter el 22 de febrer de 1862. Després d'enviduar es torna a casar amb Joaquina Duque de Estrada y Món, germana de la seva anterior esposa.
Germà seu va ser José de Posada Herrera i María de las Nieves, Blas Alejandro, Manuela, Fernando, Josefa, Agustin, Joaquin, Ana, Juan i Vicenta de Posada Herrera.